# Zipper Interactive
Zipper Interactive est un studio américain de développement de jeux vidéo basé à Redmond, Washington.
Fondé en 1995 par Jim Bosler et Brian Soderberg, il est racheté par Sony Computer Entertainment le 25 janvier 2006. Il est à l'origine des franchises SOCOM et MAG.
Sony annonce la fermeture du studio le 30 mars 2012 après plus de 17 ans de fonctionnement.

## Jeux développés[5]
| Titre                                     | Date de Sortie | Plateforme           |
| ----------------------------------------- | -------------- | -------------------- |
| DeathDrome                                | 1996           | Microsoft Windows    |
| Top Gun: Hornet's Nest                    | 1998           | Microsoft Windows    |
| Recoil                                    | 1999           | Microsoft Windows    |
| MechWarrior 3                             | 1999           | Microsoft Windows    |
| Crimson Skies                             | 2000           | Microsoft Windows    |
| SOCOM: U.S. Navy SEALs                    | 2002           | PlayStation 2        |
| SOCOM II: U.S. Navy SEALs                 | 2003           | PlayStation 2        |
| SOCOM: U.S. Navy SEALs - Fireteam Bravo   | 2005           | PlayStation Portable |
| SOCOM 3: U.S. Navy SEALs                  | 2005           | PlayStation 2        |
| SOCOM: U.S. Navy SEALs - Combined Assault | 2006           | PlayStation 2        |
| SOCOM: U.S. Navy SEALs - Fireteam Bravo 2 | 2006           | PlayStation Portable |
| MAG                                       | 2010           | PlayStation 3        |
| SOCOM: Special Forces                     | 2011           | PlayStation 3        |
| Unit 13                                   | 2012           | PlayStation Vita     |